# Koebrat (kan)

Monogram van Koebrat.

Koebrat (Xubraat, Qubrat, Qobrat; Grieks: Κούβρατος, Κοβρᾱτος; Bulgaars: Кубрат; Turks: qobrat/quvrat, "zich verzamelen") was de heerser van de Onogur-Proto-Bulgaren en hem wordt de oprichting van de confederatie het Groot-Bulgaarse Rijk in ca. 635 n.Chr. toebedacht. In de Nominalia van de Bulgaarse kans wordt Koebrat vermeld als Kvrt en afstammeling van de clan Dulo.